# SN 2012bw
SN 2012bw – supernowa typu Ic, odkryta 22 marca 2012 roku w galaktyce UGC10282. W momencie odkrycia, miała maksymalną jasność 19m.